# Liegi-Bastogne-Liegi 2018
La Liegi-Bastogne-Liegi 2018, centoquattresima edizione della corsa e valevole come diciottesima prova dell'UCI World Tour 2018, si svolse il 22 aprile 2018 su un percorso di 258 km, con partenza da Liegi e arrivo a Ans, in Belgio. La vittoria fu appannaggio del lussemburghese Bob Jungels, il quale completò il percorso in 6h24'44", alla media di 40,235 km/h, precedendo il canadese Michael Woods e il francese Romain Bardet. 
Sul traguardo di Ans 132 ciclisti, su 175 partiti da Liegi, portarono a termine la competizione. 

## Percorso

### Côtes
Le undici salite inserite nell'edizione 2018:
| Numero | Nome                         | Chilometro | Lunghezza (m) | Pendenza media (%) |
| ------ | ---------------------------- | ---------- | ------------- | ------------------ |
| 1      | Côte de Bonnerue             | 72         | 2 400         | 5,8                |
| 2      | Côte de Saint-Roch           | 109        | 1 000         | 11,2               |
| 3      | Côte de Mont-le-Soie         | 152        | 4 000         | 6,1                |
| 4      | Côte de Pont                 | 168        | 1 000         | 10,5               |
| 5      | Côte de Bellevaux            | 172        | 1 100         | 6,8                |
| 6      | Côte de la Ferme Libert      | 180        | 1 200         | 12,1               |
| 7      | Col du Rosier                | 198        | 4 400         | 5,9                |
| 8      | Côte du Maquisard            | 211        | 2 500         | 5,0                |
| 9      | Côte de La Redoute           | 222,5      | 2 000         | 8,9                |
| 10     | Côte de La Roche-aux-Faucons | 239        | 1 300         | 11,0               |
| 11     | Côte de Saint-Nicolas        | 252,5      | 1 200         | 8,6                |

## Squadre e corridori partecipanti
| N.      | Cod. | Squadra                        |
| ------- | ---- | ------------------------------ |
| 1-7     | MOV  | Movistar Team                  |
| 11-17   | UAD  | UAE Team Emirates              |
| 21-27   | SKY  | Team Sky                       |
| 31-37   | SUN  | Team Sunweb                    |
| 41-47   | TBM  | Bahrain-Merida                 |
| 51-57   | QST  | Quick-Step Floors              |
| 61-67   | ALM  | AG2R La Mondiale               |
| 71-77   | MTS  | Mitchelton-Scott               |
| 81-87   | EFD  | Team EF Education First-Drapac |
| 91-97   | BOH  | Bora-Hansgrohe                 |
| 101-107 | BMC  | BMC Racing Team                |
| 111-117 | AST  | Astana Pro Team                |
| 121-127 | TFS  | Trek-Segafredo                 |

| N.      | Cod. | Squadra                      |
| ------- | ---- | ---------------------------- |
| 131-137 | GFC  | Groupama-FDJ                 |
| 141-147 | COF  | Cofidis, Solutions Crédits   |
| 151-157 | LTS  | Lotto Soudal                 |
| 161-167 | DDD  | Team Dimension Data          |
| 171-177 | ABS  | Aqua Blue Sport              |
| 181-187 | FST  | Team Fortuneo-Samsic         |
| 191-197 | TLJ  | Team Lotto NL-Jumbo          |
| 201-207 | TKA  | Team Katusha Alpecin         |
| 211-217 | WGG  | Wanty-Groupe Gobert          |
| 221-227 | TDE  | Direct Énergie               |
| 231-237 | SVB  | Sport Vlaanderen-Baloise     |
| 241-247 | WVA  | WB Aqua Protect Veranclassic |

## Ordine d'arrivo (Top 10)
| Pos. | Corridore          | Squadra      | Tempo    |
| ---- | ------------------ | ------------ | -------- |
| 1    | Bob Jungels        | Quick-Step   | 6h24'44" |
| 2    | Michael Woods      | Educ. First  | a 37"    |
| 3    | Romain Bardet      | AG2R         | s.t.     |
| 4    | Julian Alaphilippe | Quick-Step   | a 39"    |
| 5    | Domenico Pozzovivo | Bahrain-Mer. | s.t.     |
| 6    | Enrico Gasparotto  | Bahrain-Mer. | s.t.     |
| 7    | Davide Formolo     | Bora         | s.t.     |
| 8    | Roman Kreuziger    | Mitchelton   | s.t.     |
| 9    | Sergio Henao       | Sky          | s.t.     |
| 10   | Jakob Fuglsang     | Astana       | s.t.     |